# Comantenna brevicornis
Comantenna brevicornis is een eenoogkreeftjessoort uit de familie van de Aetideidae. De wetenschappelijke naam van de soort is voor het eerst geldig gepubliceerd in 1901 door Sars G.O..